# Droga wojewódzka 699
Die Droga wojewódzka 699 (DW 699) ist eine neun Kilometer lange Droga wojewódzka (Woiwodschaftsstraße) in der polnischen Woiwodschaft Masowien, die Niemianowice und Siczki verbindet. Die Strecke liegt im Powiat Węgrowski und im Powiat Miński.

## Streckenverlauf
Woiwodschaft Masowien, Powiat Radomski
-  Niemianowice (DK 12)
- Gzowice
- Gzowice-Folwark
- Piotrowice
- Jedlnia-Letnisko
-  Siczki (DW 737)